# مهدي رجبيان
مهدي رجبيان (بالإنجليزية : Mehdi Rajabian) ولد في أكتوبر 1989 في ساري (مدينة شمال إيران) هو ملحن، وموسيقي، أُلقي القبض عليه وسجن بسبب نشاطه موسيقي في 2015 بواسطة الحكومة الإيرانية.

## البوم جديد
أطلق مهدي رجبيان ألبومه الجديد في 17 سبتمبر. أعلنت بي بي سي العربية و سكاي نيوز العربية أنه قد يعود إلى السجن. رجبيان ممنوع من الموسيقى وإصدار ألبومه الجديد سيؤدي إلى عودته إلى السجن.

## وصلات خارجية
- الأخبار، تلفزيون العربیة
- واشنطن بوست

بي بي سي
مجلة تايم
العربی
سكاي نيوز
مجلس الفنانين الأوروبيين
- صحيفة الجارديان
- أمنستي